# Augusto De Luca
Augustus De Luca (født 1. juli 1955 i Napoli) er en italiensk fotograf.
Siden 1976 har han arbejdet som fotograf og kunstner. Han begyndte sin karriere som fotograf i Napoli. Derefter rejste han meget rundt, til han havnede i Rom, hvor han åbnede et portrætstudie i 1979. Han  fokuserede på portrættet og udviklede en stil i sine billeder, der er kendt som environmental portrait. Hans fotostil er meget fantasifuld. Han gjorde sig bemærket med sine kunstnerisk prægede fotografier og sit utraditionelle layout. Det gjorde ham kendt og gav ham mulighed for at tage portrætter af en række kendte personer. Hans fotografier er brugt i mange magasiner, til albumomslag, i bøger i Italien og andre steder. Flere af hans fotografier har været på forsiden. I 1980 blev han ansat som professor i fotografi på Circle of Deputies).
Hans fotografier er i mange private og offentlige samlinger: Musee de la photographie - Charleroi, Belgien, International Polaroid Collection - Cambridge, USA, Musée de l'Élysée - Lausanne, Schweiz, Archivio Fotografico Comunale Rom, Italien, Bibliothèque nationale de France, Paris.

## Publikationer
- Mit Napoli.(Centro Il Diaframma / Canon Edizioni Editphoto Srl – 1986)
- Napoli kvinde.(Centro Il Diaframma / Canon Edizioni Editphoto Srl – 1987)
- Trentuno napoletani di fine secolo. Electa, Napoli 1995, ISBN 88-435-5206-6
- Vores Rom. Gangemi Editore, Rom1996, ISBN 978-88-7448-705-9[5]
- Napoli grande dame. Gangemi Editore, Rom 1997, ISBN 978-88-7448-775-2
- Il Palazzo di giustizia di Roma. Gangemi Editore, Rom 1998, ISBN 978-88-492-0231-1
- Florence fragmenter af soul. Gangemi Editore, Rom 1998, ISBN 978-88-7448-842-1
- Bologna i særdeleshed. Gangemi Editore, Rom1999, ISBN 978-88-7448-980-0
- Milan uden tid. Gangemi Editore, Rom 2000, ISBN 978-88-492-0093-5
- Torino in controluce. Gangemi Editore, Rom 2001, ISBN 978-88-492-0211-3
- Tra Milano e Bologna appunti di viaggio. Gangemi Editore, Rom 2002, ISBN 978-88-7448-980-0
- Swatch Collectors Book 1. Editore M. Item – Schweiz 1992, ISBN 88-86079-01-X
- Swatch Collectors Book 2. Editore M. Item – Schweiz 1992, ISBN 88-86079-00-1

## Udstillinger
- 1981: Italian Culture Institute - New York, USA
- 1982: Arteder '82 - Bilbao, Spanien
- 1982: Galerie Fotografia Oltre - Chiasso, Schweiz
- 1982: Civic Gallery - Modena, Italien
- 1983: Italian Cultural Society - Sacramento, Californien - USA
- 1983: Journées internationales de la photographie - Montpellier, Frankrig
- 1983: Galerie Diaframma - Milano, Italien
- 1983: Galerie Camara Oscura - Logroño, Spanien
- 1983: Italian - American Museum - San Francisco, Californien - USA
- 1984: Institut italien de la Culture - Lille, Frankrig
- 1984: Associacion Nacional Fotografos - Barcelona, Spanien
- 1984: Rencontres d'Arles|Rencontres Internationales de la photographie - Arles, Frankrig
- 1984: Dept.of art of the University of Tennessee - Chattanooga, Tennessee, USA
- 1985: École des Beaux-Arts - Tourcoing, Frankrig
- 1985: Galerie Vrais rêves - Lyon, Frankrig
- 1985: Forum exposition "Un mois pour la photographie" - Centre culturel de Bonlieu, Annecy
- 1986 : Galleria Hasselblad - Göteborg, Sverige
- 1986: Festival d'animation audiovisuelle - Saint-Marcellin (Isère), Frankrig
- 1986: Musée d'art moderne - Liège, Belgien
- 1987: Museo Principe Diego Aragona Pignatelli Cortes - Napoli, Italien
- 1996: Camera dei Deputati - Rom, Italien
- 1996: Museo di Roma - Rom, Italien

## Galleri
- Portræt af Isa Danieli (skuespillerinden)
- Portræt af Concetta Barra
- Napoli
- Napoli
- Portræt af Elena Croce
- Portræt af Lina Sastri (skuespillerinden)

- Rom
- Rom
- Bologna
- Firenze
- Firenze
- Firenze